# Liste der Gouverneure von Western Australia

Dienstflagge des Gouverneurs

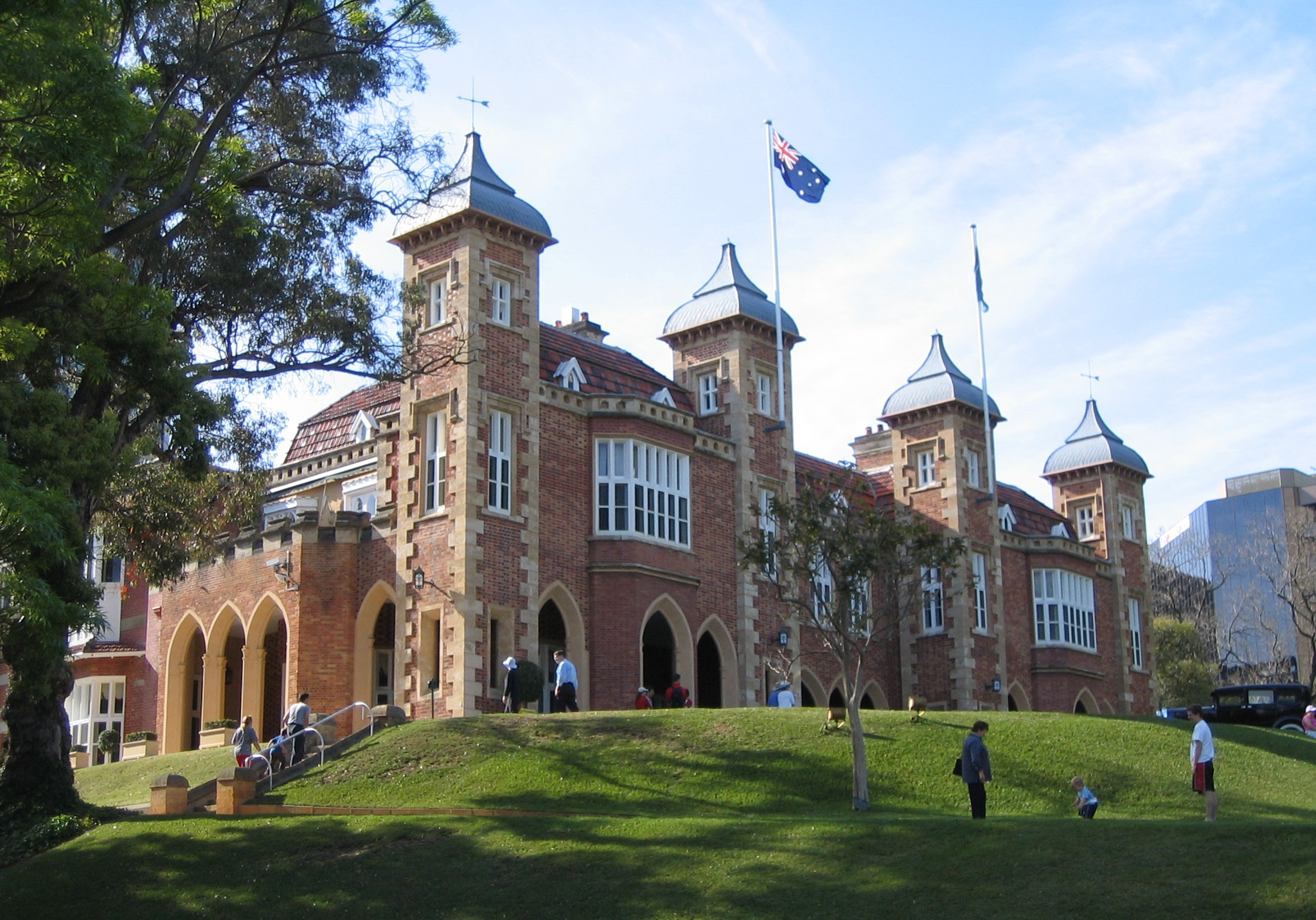
Government House, der Amtssitz des Gouverneurs in Perth

Der Gouverneur von Western Australia ist der Vertreter des britischen Monarchen, derzeit König Charles III., im australischen Bundesstaat Western Australia (Westaustralien). Der Gouverneur übt auf bundesstaatlicher Ebene dieselben konstitutionellen und zeremoniellen Funktionen aus wie der Generalgouverneur von Australien auf landesweiter Ebene.
In Übereinstimmung mit den Konventionen des Westminster-Systems handelt der Gouverneur fast ausschließlich gemäß dem Rat des Anführers der gewählten Regierung, in diesem Falle des Premierministers von Western Australia. Der Gouverneur hat jedoch das Recht, den Premierminister zu entlassen.

## Liste der Gouverneure von Western Australia
| Gouverneur | Amtsantritt | Amtsaustritt |
| --- | ----------- | ------------ |
| James Stirling | 1828        | 1839*        |
| John Hutt | 1839        | 1846         |
| Andrew Clarke | 1846        | 1847         |
| Frederick Irwin | 1847        | 1848         |
| Charles Fitzgerald | 1848        | 1855         |
| Arthur Edward Kennedy | 1855        | 1862         |
| John Hampton | 1862        | 1868         |
| Benjamin Pine | 1868        | 1869         |
| Frederick Weld | 1869        | 1875         |
| William Cleaver Francis Robinson                                                                                                 | 1875        | 1877         |
| Harry Ord | 1878        | 1880         |
| William Cleaver Francis Robinson                                                                                                 | 1880        | 1883         |
| Frederick Broome | 1883        | 1889         |
| William Cleaver Francis Robinson                                                                                                 | 1890        | 1895         |
| Gerard Smith | 1895        | 1900         |
| Arthur Lawley, 6. Baron Wenlock                                                                                                  | 1901        | 1902         |
| Frederick Bedford | 1903        | 1909         |
| Gerald Strickland, 1. Baron Strickland                                                                                           | 1909        | 1913         |
| Harry Barron | 1913        | 1917         |
| William Ellison-Macartney | 1917        | 1920         |
| Francis Newdegate | 1920        | 1924         |
| William Campion | 1924        | 1931         |
| Von 1931 bis 1948 gab es keinen Gouverneur; James Mitchell bekleidete ab 1933 das Amt des Vizegouverneurs und des Administrators |             |              |
| James Mitchell | 1948        | 1951         |
| Charles Gairdner | 1951        | 1963         |
| Douglas Kendrew | 1963        | 1973         |
| Hughie Edwards | 1974        | 1975         |
| Wallace Kyle | 1975        | 1980         |
| Richard Trowbridge | 1980        | 1983         |
| Gordon Reid | 1983        | 1989         |
| Francis Burt | 1990        | 1993         |
| Michael Jeffery | 1993        | 2000         |
| John Sanderson | 2000        | 2005         |
| David Malcolm (kommissarisch) | 2005        | 2006         |
| Kenneth Michael | 2006        | 2011         |
| Malcolm McCusker | 2011        | 2014         |
| Kerry Sanderson | 2014        | 2018         |
| Kim Beazley | 2018        | 2022         |
| Chris Dawson | 2022        | amtierend    |

* bis 1832 als Vizegouverneur